# Pyhäjärvi (sjö i Finland, Egentliga Tavastland, lat 61,17, long 24,70)
Pyhäjärvi är en sjö i Finland. Den ligger i kommunen Tavastehus i landskapet Egentliga Tavastland, i den södra delen av landet, 110 km norr om huvudstaden Helsingfors. Pyhäjärvi ligger 84,2 meter över havet. Den är 35 meter djup. Arean är 9,49 kvadratkilometer och strandlinjen är 31,21 kilometer lång. Sjön  ingår i Kumo älvs huvudavrinningsområde. 